# Colonia el Naranjo
Colonia el Naranjo är en ort i Mexiko.   Den ligger i kommunen Jiutepec och delstaten Morelos, i den sydöstra delen av landet, 60 km söder om huvudstaden Mexico City. Colonia el Naranjo ligger 1 317 meter över havet och antalet invånare är 903.
Terrängen runt Colonia el Naranjo är huvudsakligen kuperad, men åt sydväst är den platt. Terrängen runt Colonia el Naranjo sluttar söderut. Runt Colonia el Naranjo är det mycket tätbefolkat, med 3 134 invånare per kvadratkilometer. Närmaste större samhälle är Cuernavaca, 9,9 km nordväst om Colonia el Naranjo. Omgivningarna runt Colonia el Naranjo är en mosaik av jordbruksmark och naturlig växtlighet.